# Station Kalisz Wąskotorowy
Station Kalisz Wąskotorowy is een spoorwegstation in de Poolse plaats Kalisz.